# Phoenix Roller Hockey de Bruxelles
 (mai 2022).
La mise en forme du texte ne suit pas les recommandations de Wikipédia : il faut le « wikifier ».
Les points d'amélioration suivants sont les cas les plus fréquents. Le détail des points à revoir est peut-être précisé sur la page de discussion.
- Les titres sont pré-formatés par le logiciel. Ils ne sont ni en capitales, ni en gras.
- Le texte ne doit pas être écrit en capitales (les noms de famille non plus), ni en gras, ni en italique, ni en « petit »…
- Le gras n'est utilisé que pour surligner le titre de l'article dans l'introduction, une seule fois.
- L'italique est rarement utilisé : mots en langue étrangère, titres d'œuvres, noms de bateaux, etc.
- Les citations ne sont pas en italique mais en corps de texte normal. Elles sont entourées par des guillemets français : « et ».
- Les listes à puces sont à éviter, des paragraphes rédigés étant largement préférés. Les tableaux sont à réserver à la présentation de données structurées (résultats, etc.).
- Les appels de note de bas de page (petits chiffres en exposant, introduits par l'outil «  Source ») sont à placer entre la fin de phrase et le point final[comme ça].
- Les liens internes (vers d'autres articles de Wikipédia) sont à choisir avec parcimonie. Créez des liens vers des articles approfondissant le sujet. Les termes génériques sans rapport avec le sujet sont à éviter, ainsi que les répétitions de liens vers un même terme.
- Les liens externes sont à placer uniquement dans une section « Liens externes », à la fin de l'article. Ces liens sont à choisir avec parcimonie suivant les règles définies. Si un lien sert de source à l'article, son insertion dans le texte est à faire par les notes de bas de page.
- La présentation des références doit suivre les conventions bibliographiques. Il est recommandé d'utiliser les modèles {{Ouvrage}}, {{Chapitre}}, {{Article}}, {{Lien web}} et/ou {{Bibliographie}}. Le mode d'édition visuel peut mettre en forme automatiquement les références.
- Insérer une infobox (cadre d'informations à droite) n'est pas obligatoire pour parachever la mise en page.

Pour une aide détaillée, merci de consulter Aide:Wikification.
Si vous pensez que ces points ont été résolus, vous pouvez retirer ce bandeau et améliorer la mise en forme d'un autre article.
Pour les articles homonymes, voir Phoenix.
Phoenix Roller In line Hockey est un club de roller in line hockey belge, basé au départ à Bruxelles et évoluant en Championnat de Belgique de Roller Hockey. L'équipe porte le nom des Phoenix.  Actuellement, le club évolue à Ohain dans le Brabant Wallon.  Les Phoenix sont un des principaux pourvoyeurs de joueurs juniors au programme de L'Equipe nationale belge de roller in line hockey et de l'Équipe de Belgique féminine de roller in line hockey

## Historique
Le club est issu de la fusion entre les FireBalls et les Cardinals.

### Les FireBalls
1992
De retour du Canada où il a séjourné deux ans, Fred Herremans propose à la commune d’Uccle une activité Roller Hockey et forme des enfants de 8 à 12 ans.
1997
Apprenant l’existence d’une fédération de hockey in line, il fonde l’asbl Fire Balls Inline.
1997-1998
Première saison : 35 membres – 3 équipes
1998-1999
6 équipes
- Résultats seniors : 3e
- Juniors : 2e
- Cadets : Champions de Belgique

2000–2001
Arrivée du club à la BILHL
2002-2003
- Seniors DH 3e saison régulière – 6e / 8
- Femmes : première participation, dernière.

2003–2004
- Seniors DH : Vice-Champions
- Seniors D1 : descente en D2
- Femmes : 10e

2004–2005
- Seniors DH : 3e
- Seniors D1 : Vice-Champions et montée en D2
- Femmes : 5e poule B

### Les Cardinal’s

#### Années 90
1997
Philippe Velings et Serge Jacques ouvrent une activité de Roller In Line au Collège Cardinal Mercier.
Février 1998
À la suite d'un prêt de matériel, les jeunes du Collège découvrent le Roller In Line Hockey pendant leurs moments de détente.
Mars 1998
Philippe Velings demande à Jean-Christophe Henelle de démarrer le Roller In Line Hockey au sein d’un club
1998-1999
Les Cardinal’s engagent une équipe Scolaire et une équipe Seniors au championnat. Les scolaires gagnent leur premier match.
Noël 1998
Un stage commun avec les FireBalls améliore le niveau des joueurs et leur permet, dès leur première saison, d’arriver en Play Offs.
1999–2000
Inscription de quatre équipes en championnat et les résultats sont honorables.
Années 2000
2000–2001
- Scolaires 1 : Champions de Belgique
- Scolaires 2 : Vice-Champions
- Juniors : Champions de Belgique
- Seniors : Vice-Champions

2001–2002
Arrivée du club à la BILHL
- Cadets: 3e
- Scolaires : Vice-Champions
- Juniors : Champions de Belgique
- Seniors : 2e et monte en Division d’Honneur

2002–2003
- Seule 1 équipe dans le top 3

2003–2004
- Seniors DH : 1er au classement et 4e aux Play Offs
- U18 : Vice-Champions
- U16 : 3e
- U14 : 4e

2004–2005
- Seniors DH : il n’y a plus de seniors cette année
- U18 : 3e
- U16 : 2e
- U14 : Vice-Champions

### La fusion
Le club des Phoenix est officiellement créé le 23 juin 2006. La fusion entre les Cardinal's et les FBI's va permettre aux Phoenix d'aligner des équipes dans la totalité des catégories du championnat.
Le club passe alors le cap des 100 membres.

### Les Phoenix

#### 2007-2014 - Les belles années
2007-2008
- DH: 3e
- D2: 5e
- U18-U20 1:2e et gagnent les playoffs
- U18-U20 2:7e
- U16:8e
- U14:6e

Le club se déploie à Braine-l'alleud.
2008-2009
- DH: 2e
- D1: 4e
- D2: 4e
- U18-U20:6e
- U16:4e
- U14:5e

2009-2010
- Coupe de Belgique : 2e
- DH: 3e
- D2: 4e
- U18-U20:3e
- U16:6e
- U14:5e

Juin 2010 : changement de conseil d'administration. (Président M.Panneel)
2010-2011
Les Phoenix gagnent la Coupe de Belgique contre les Wolves (2-8)
- DH : 2e
- D1 : 1er
- D2 : 7e
- U20: 2e
- U17: 6e
- U14: 5e

Avril 2011 : le club passe le cap des 150 membres et développe son école de patinage en collaboration avec Rouli-Roula.
2011-2012
- Nationale 1 : 2e
- Nationale 2 : 4e
- U23 : 3e
- U17-1: 5e
- U17-2: 7e
- U14: 3e

Début 2012 : développement de section vétéran .
2012-2013
- Nationale 1 : 4e
- Nationale 2 : 9e
- U18 : 4e
- U15: 5e

2013-2014
- Nationale 1 : 2e
- Nationale 2 : 8e
- U18 : 5e
- U15: 6e

#### 2014-2017 - Un club sans domicile fixe ¹
2014-2015
- Nationale 1 : 2e
- Nationale 2 : 8e
- U18 : 3e
- U16: 2e
- U14: 7e

2015-2016 - Un club sans domicile fixe

#### depuis 2017 - Le renouveau
2017-2018 - Le club s'établit à Ohain (Lasne)
- Nationale 1 : 2e
- Nationale 2 : 6e
- U16: 5e
- U14: 5e
- U12: 12 défaites sur 12 matches
- Coupe de Belgique: Demi finaliste

2018-2019
Le club s'établit pleinement à Ohain, et jouera à dater de février 2019 pour la première fois de son existence ses matchs à domicile en sa salle d'entraînement de Sport Village. Au-delà de ce fait, le club refranchit le cap des 100 membres.
Les Phoenix alignent cette année des équipes dans le Championnat Officiel Roller Inline de la RBIHF dans les sections suivantes :
- Nationale 1 : 2e
- Nationale 2 : 10e
- U16 : 3e
- U14 : 4e
- U12 (Pas de classement - 18 victoire, 2 défaites, 1 nul)
- U10 (Pas de classement - 13 victoires, 3 défaites)

Le club dispose actuellement également d'une section U8, d'une école du patinage, d'une équipe loisir et d'une équipe féminine.
Coupe de Belgique 2018-19 : Médaille d’Argent.
2019 - 2020
La saison 2019 - 2020 prend fin prématurément en raison de la crise sanitaire mondiale du COVID-19. 
- Coupe de Belgique : Médaille de bronze 🥉

- Nationale 1 - pas de classement
- Nationale 2 - pas de classement
- U16/U18/U20 - pas de classement
- U14 - pas de classement (3ème au moment de l’arrêt du championnat à égalité de matches)
- U12 - pas de classement (1 défaite - tous les autres matchs gagnés)
- U10 - pas de classement (1 défaite, 1 nul - tous les autres matchs gagnés)

Cette année 2019-2020 bien qu’entachée par la crise du COVID 19 marque la relance véritable du club qui dépasse maintenant le cap des 130 membres.

## Palmarès du club
- Coupe de Belgique 2010-2011 et 2022-2023
- Champion de Belgique D1 2010-2011
- Médaille d’argent Coupe de Belgique 2018-2019
- Médaille de bronze Coupe de Belgique 2019-2020
- Médaille de bronze Coupe de Belgique 2021-2022
- Champion de Belgique U15 2021-2022 et 2022-2023

## De nos jours
2020-2021
- Saison annulée pour cause de COVID

2021-2022
- Ecolue du Patinage
- U10 - Section développement pas de classement
- U12A - Section développement pas de classement
- U12B - Section développement pas de classement
- U15 - Champions de Belgique - Playoffs à suivre
- N3 - Actuellement 5ème place saison régulière en cours
- N2 - Actuellement 3ème place saison régulière en cours
- N1 - Actuellement 1ere place saison régulière terminée, Playoffs à suivre

2022-2023
- U15 - Champions de Belgique - Playoffs à suivre
- Vainqueur de la Coupe de Belgique